# Útszéli zsázsa
Az útszéli zsázsa (Lepidium draba) a káposztafélék családjába tartozó, mérsékelt és mediterrán éghajlatú zónákban elterjedt, sokhelyütt gyom- és invazív növényként számontartott faj. Egyéb elnevezései: borsfű, borsika, borsikatorma, rézsuka, sásafű, szépítő fű, törökországi torma, pórmustár.

## Megjelenése
Az útszéli zsázsa 20–50 cm magas, lágyszárú, évelő növény. Karógyökere mélyre nyúló, erőteljesen elágazó. Sziklevele ép szélű, lekerekített csúcsú. Szára felálló, kissé szögletes, sűrűn leveles, felszínén rövid szürke szőrös; csak a virágzat magasságában ágazik el. Alsó lomblevelei bunkó alakúak; a középsők öblösen fogazottak, szárasak; a felső levelek pedig nyíl alakúak, szárölelők, öblösen fogazottak, felszínük kékesszürkén szőrös.
Május-júliusban virágzik. Kellemes illatú virágzata sűrű bogernyő. Apró virágai négyszirmúak, fehér sziromlevelei kétszer hosszabbak, mint a zöld-sárga-fehér csészelevelek.
Termése 3,5–4 mm hosszú, 5–6 mm széles, ellipszis vagy háromszög alakú becőke. Magja tojásdad, csaknem sima, sárgásbarna vagy vörösbarna, a talaj felületén csírázik. Egy növény összesen 1200-4800 magot termel.

## Elterjedése
A Nyugat-Ázsiában és Délkelet-Európában őshonos útszéli zsázsa mára egész Európa, Észak- és Dél-Amerika, Afrika és Ausztrália mérsékelt és mediterrán övi régióiban elterjedt inváziós- és gyomnövény. Az Alpokban 2100 m magasságig megtalálható. Magyarországon az egész országban előfordul.

## Termőhelye, életmódja
Utak mentén, legelőkön, szőlőkben, kertekben, szántóföldeken fordul elő. A talaj kémhatására nem különösen érzékeny, inkább mészkedvelő, sótűrő. A szárazabb, kötött, tápanyagban gazdag, homokos, vagy kavicsos, vályog- vagy agyagtalajokat kedveli. A szikesedő területeken tömeges lehet.
Magvai elsősorban tavasszal csíráznak, de egész évben csírázhat. Kis levélrózsával áttelel. Április végétől júliusig virágzik. Virágait rovarok porozzák meg, önbeporzásra képtelen. Magvai egy hónappal később érnek be és a talajban két évig is életképesek maradhatnak. Gyökerei rügyeket képeznek, így vegetatív úton, leszakadó gyökérdarabokkal is könnyen terjed; évente kb. 2 m-t képes terjedni ezen a módon.
Gyomnövényként kártétele nem jelentős, inkább a táblák szélén jelenik meg nagyobb számban.

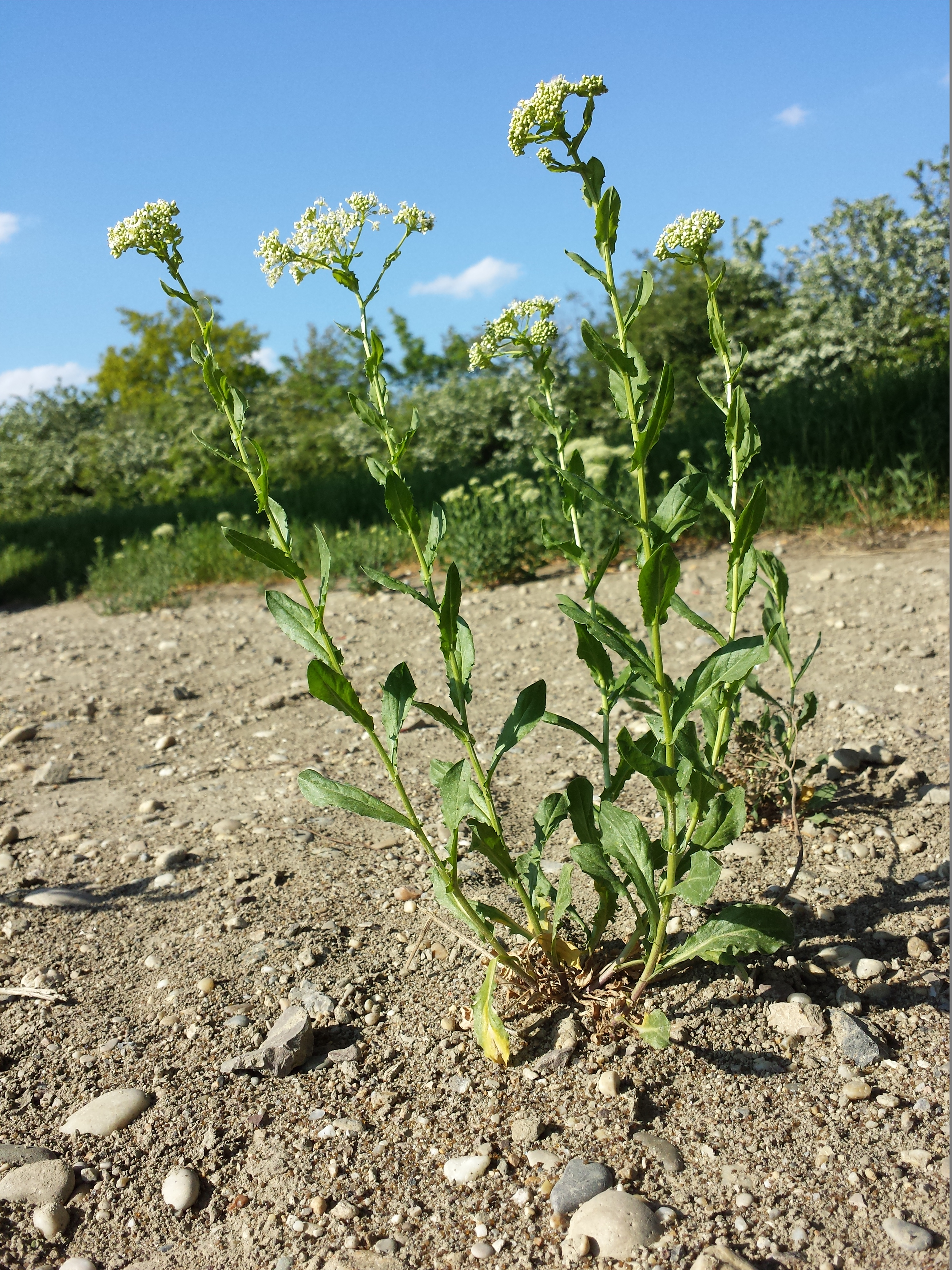
Habitusa
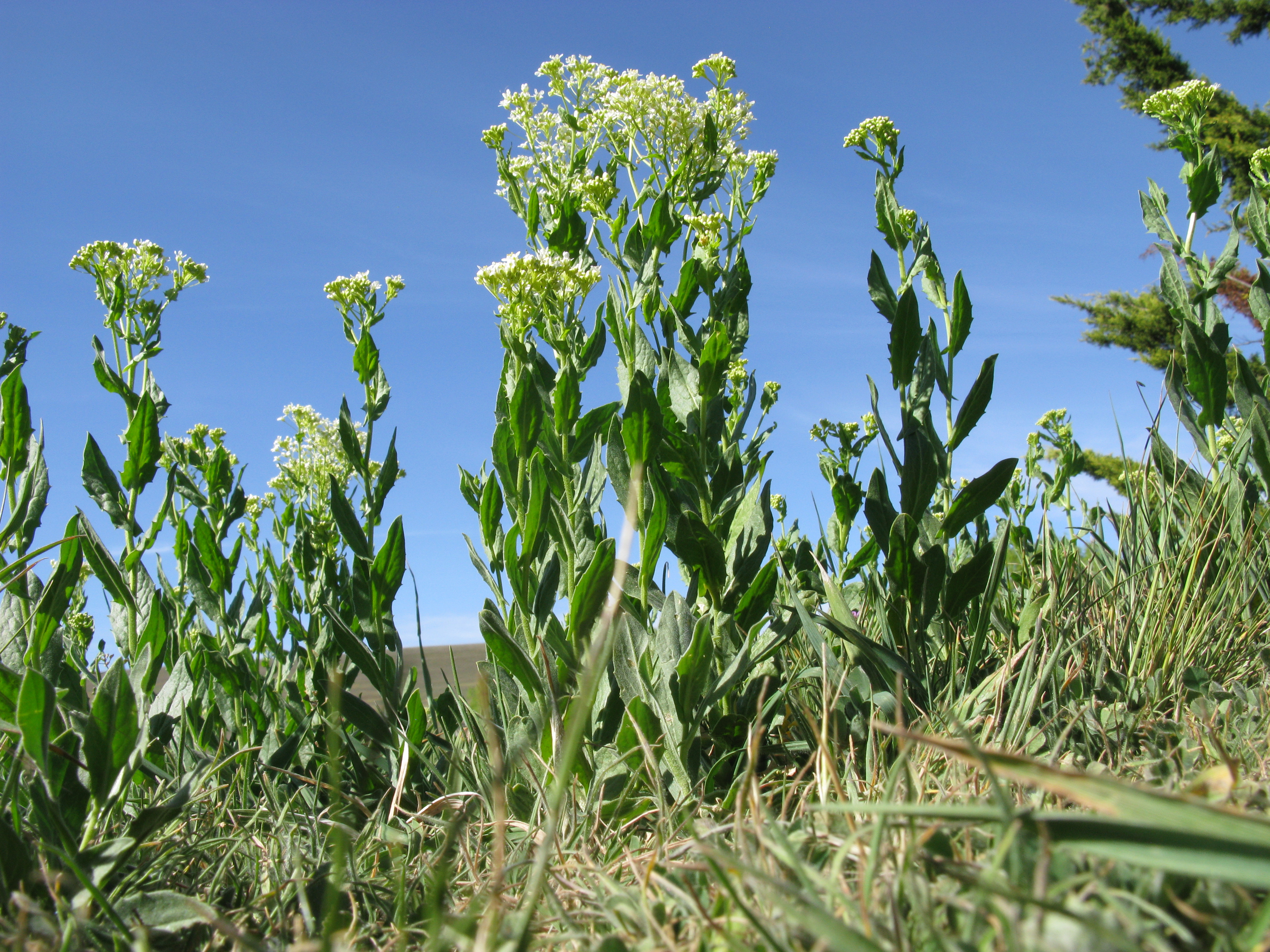
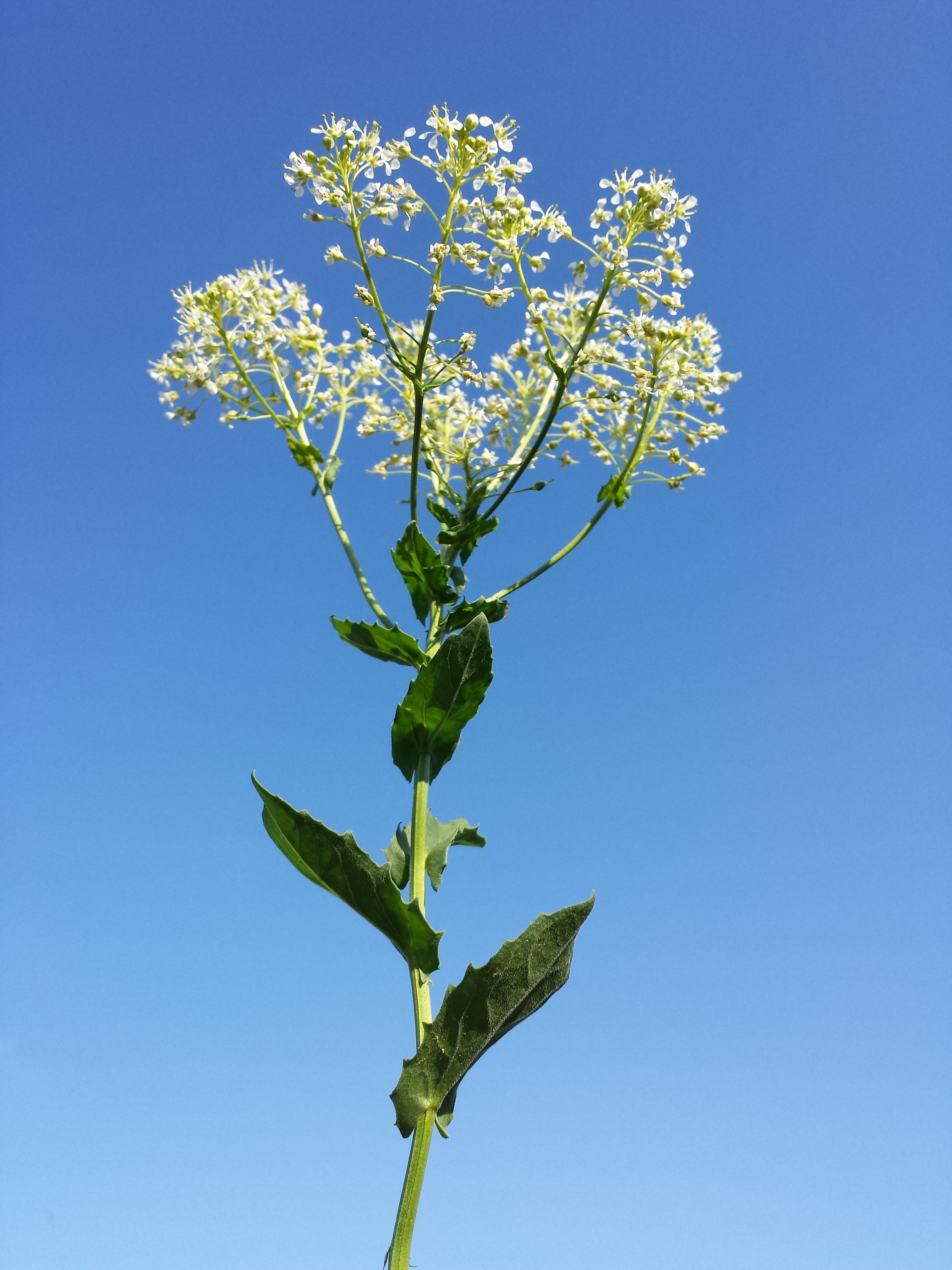
Virágzata
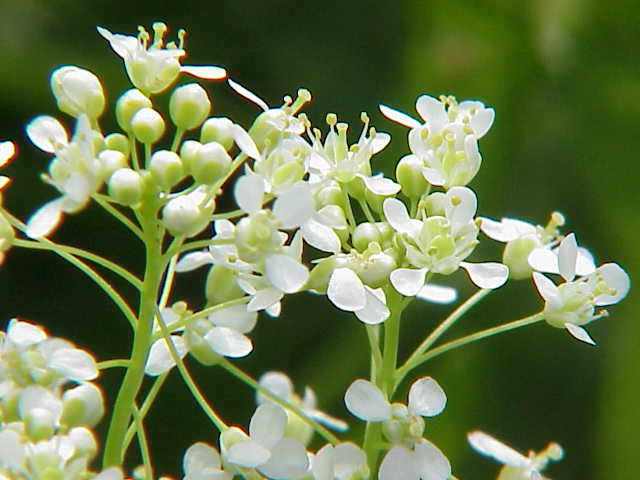
Virága
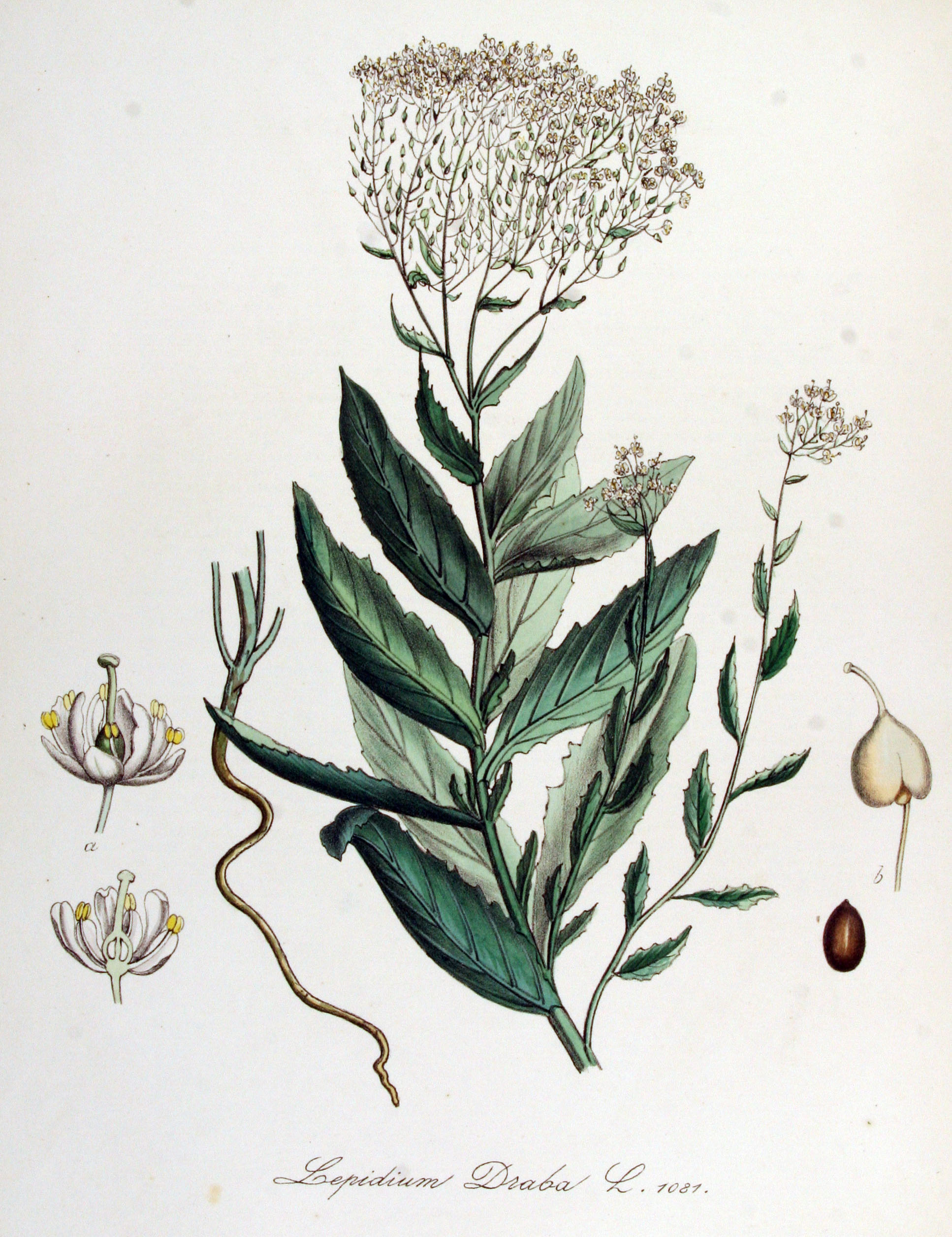
Ábrázolása egy holland botanikakönyvben (1872)